# Vitberget, Älvsbyns kommun
Vitberget, berg i Norrbotten beläget ca 2 mil nordväst om Vidsel. Bergets högsta punkt är 594 meter över havet. Det är landskapet Norrbottens högsta punkt.
En skoterled går från byn vit berget fot, upp till toppen där en toppstuga med övernattningsmöjligheter finns.
Leden och stugan underhålls av Vidsels skoterklubb.
Byn heter ursprungligen Hvitbäcken och ligger vid Länsväg 374 (den så kallade Jokkmokksvägen) mellan Piteå och Jokkmokk. Ån Vitbäcken rinner igenom byn och gränsen till Lappland går precis vid norra änden av byn.
Vitberget utgör ett naturreservat i Jokkmokks och Älvsbyns kommun i Norrbottens län.